# Biogenèse (X-Files)
Biogenèse (Biogenesis) est le 22e et dernier épisode de la saison 6 de la série télévisée X-Files. Dans cet épisode, Mulder et Scully enquêtent sur la mort d'un scientifique qui venait de découvrir un étrange artefact en Afrique.
L'épisode, qui donne un nouveau départ à l'arc mythologique de la série, a obtenu des critiques mitigées.

## Résumé
Un artefact métallique recouvert d'inscriptions est découvert sur une plage de Côte d'Ivoire par le professeur Merkmallen. Quand celui-ci le place à côté d'un bout de métal similaire, tous les deux fusionnent et s'envolent à travers la pièce. Merkmallen part pour Washington afin de rencontrer le professeur Sandoz, qui est comme Merkmallen un tenant de la théorie de la panspermie et qui possède lui aussi un artefact identique. Merkmallen est toutefois tué par un homme se faisant passer pour Sandoz. Le véritable Sandoz découvre le corps avant de prendre la fuite. Walter Skinner met Mulder et Scully sur l'affaire et leur donne un frottis de l'artefact, qui cause très vite des maux de tête à Mulder. Mulder et Scully rencontrent ensuite le docteur Barnes, qui est l'homme s'étant fait passer pour Sandoz.
Plus tard, Chuck Burks leur explique que les inscriptions sur l'artefact sont en navajo. Mulder, dont les maux de tête s'accroissent, a la conviction que Barnes est l'assassin, cette conviction étant due à une faculté télépathique apparue chez lui en même temps que ses migraines. Les deux agents découvrent chez Sandoz une photographie qui le montre en compagnie d'Albert Hosteen, ainsi que le corps démembré de Merkmallen. Ils font leur rapport à Skinner qui, après leur départ, donne une cassette de leur conversation à Krycek, lequel la remet plus tard à Barnes. Scully part pour le Nouveau-Mexique, où elle apprend qu'Hosteen est en train de mourir d'un cancer. Elle retrouve Sandoz, qui affirme qu'Hosteen l'aidait à traduire les inscriptions de l'artefact. Celles-ci incluent des passages de la Bible, ce qui prouverait pour lui que l'humanité a été créée par des extraterrestres.
Pendant ce temps, Mulder prend Barnes en filature mais est terrassé par ses migraines. Il fait appel à Diana Fowley pour qu'elle le ramène chez lui, et Fowley tient informé l'homme à la cigarette. Scully rapporte à Mulder ses découvertes, puis revient à Washington en urgence quand Skinner lui apprend que Mulder est à l'hôpital. Mulder, dont l'activité cérébrale est anormale et qui se trouve dans un état d'agitation extrême, a en effet été placé dans une cellule capitonnée. Skinner et Fowley questionnent Scully sur ses dernières activités mais quand Skinner laisse (volontairement ?) échapper un fait qu'il n'aurait pas dû savoir, Scully s'en va. Sur le point de trouver une caméra de surveillance dans le bureau des affaires non classées, elle reçoit un appel de Sandoz. Ce dernier lui explique que les inscriptions contiennent la carte complète du génome humain mais est tué par Krycek durant leur conversation. Scully part pour la Côte d'Ivoire, où elle découvre que l'artefact n'est qu'une petite partie d'un vaisseau spatial partiellement enterré sur la plage.

## Distribution
- David Duchovny : Fox Mulder
- Gillian Anderson : Dana Scully
- William B. Davis : l'homme à la cigarette
- Nicholas Lea : Alex Krycek
- Mitch Pileggi : Walter Skinner
- Mimi Rogers : Diana Fowley
- Floyd Westerman : Albert Hosteen
- Murray Rubinstein : le docteur Sandoz
- Michael Chinyamurindi : le docteur Merkmallen
- Michael Ensign : le docteur Barnes
- Bill Dow : Chuck Burks

## Production
Ce scénario donne un nouveau départ à l'arc mythologique de la série, après la destruction du Syndicat dans l'épisode Toute la vérité, en s'interrogeant sur l'origine de l'humanité. Chris Carter le développe en s'appuyant sur la possibilité d'une implication extraterrestre dans les extinctions massives qui ont eu lieu il y a des millions d'années et sur la théorie des anciens astronautes. Carter et Frank Spotnitz cherchent également avec lui à trouver comment réunir les croyances de Mulder et Scully par un biais scientifique et développent des idées dont ils discutaient entre eux depuis des années et qu'ils trouvent plus faciles à mettre en œuvre maintenant que l'élément concernant la conspiration a disparu. Les inscriptions sur l'artefact sont inspirées par l'incident de Kecksburg.
L'acteur Michael Chinyamurindi, qui tient le rôle du professeur Merkmallen, avait auditionné sans succès pour l'épisode Teliko lors de la 4e saison. Les scènes se déroulant à l'université sont filmées à l'UCLA, alors que la côte africaine est reconstituée à Leo Carillo State Beach, près de Malibu. Pendant le tournage, David Duchovny est dans un grand état d'anxiété en raison de la naissance imminente de son premier enfant, un événement qui se produit finalement deux jours après la fin du tournage. Le vaisseau spatial est créé numériquement pour un coût de 150 000 $.

## Accueil

### Audiences
Lors de sa première diffusion aux États-Unis, l'épisode réalise un score de 9,4 sur l'échelle de Nielsen, avec 14 % de parts de marché, et est regardé par 15,86 millions de téléspectateurs. La promotion télévisée de l'épisode est réalisée avec le slogan « You've heard every theory about how man evolved... except for one » (en français « Vous avez entendu toutes les théories sur l'évolution humaine... sauf une »).

### Accueil critique
L'épisode recueille des critiques mitigées. Parmi les critiques positives, Tom Kessenich le qualifie dans son livre de « formidable conclusion à une saison remarquable ». Zack Handlen, du site The A.V. Club, lui donne la note de B.
Du côté des critiques mitigées ou négatives, le site Le Monde des Avengers lui donne la note de 2/4. Dans leur livre sur la série, Robert Shearman et Lars Pearson lui donnent la note de 2/5. Paula Vitaris, de Cinefantastique, lui donne la note de 1,5/4, estimant que le scénario est dépourvu de tout intérêt du point de vue de la caractérisation des personnages.